# رؤیت‌کننده حالت
در نظریه کنترل، یک رؤیت‌کننده حالت سیستمی است که از اندازه‌گیری‌های ورودی و خروجی یک سیستم واقعی داده شده تخمینی از حالت داخلی آن ارائه می‌کند. این سیستم عمدتاً با استفاده از کامپیوتر پیاده‌سازی می‌شود و مبنایی برای کاربردهای عملی بسیاری فراهم می‌کند.
دانستن حالت سیستم برای حل بسیاری از مسایل نظریه کنترل ضروریست. برای مثال پایدارسازی یک سیستم با استفاده از فیدبک حالت کامل. اگر سیستمی رؤیت‌پذیر باشد، ممکن است حالت سیستم را به‌طور کامل از اندازه‌گیری خروجی آن با استفاده از رویت‌کننده حالت به دست آورد.

## مدل نوعی رویت‌کننده

### حالت گسسته زمان
فرض می‌شود حالت یک سیستم گسسته زمان فیزیکی متغیر با زمان خطی در معادلات زیر صدق می‌کند
{\displaystyle x(k+1)=Ax(k)+Bu(k)}
{\displaystyle y(k)=Cx(k)+Du(k)}
در صورت رویت پذیری سیستم می‌توان از خروجی آن ، {\displaystyle y(k)}، برای هدایت رویت‌کننده استفاده کرد.